# Grand Raid
Pour les articles homonymes, voir Grand Raid (homonymie).
Le Grand Raid est le principal ultra-trail organisé sur l'île de La Réunion, département d'outre-mer français dans l'océan Indien. Organisée depuis 1989, annuellement, en octobre, l'épreuve consiste en la traversée de l'île et constitue l'une des épreuves les plus difficiles du monde dans son genre. Au vu de la distance et du dénivelé positif, cette course a le surnom de Diagonale des Fous depuis 1994. Il est l'un des quatre monuments de l'ultra-trail.
Le parcours, la distance et son dénivelé varient au gré des éditions. Pour cette raison, il est difficile d'établir un record de l'épreuve en temps. Marcelle Puy est la recordwoman absolue avec cinq victoires sur la Diagonale. François d'Haene et Jean-Philippe Marie-Louise remportent quatre fois chacun chez les hommes. Lors de cinq éditions, il y a deux vainqueurs.

## Historique

### Premières éditions
La première édition, en octobre 1989, s'appelle la « Marche des Cimes ». Son départ est donné au Barachois à Saint-Denis et son arrivée jugée au Tremblet à Saint-Philippe. C'est la seule édition traversant l'île du Nord au Sud, les tracés suivants proposant un parcours en sens inverse.
La course porte ensuite le nom de « Grande Traversée » de 1990 à 1992 puis la « Course de la Pleine » Lune en 1993. Le Grand Raid reçoit son nom actuel à partir de 1994. Elle est classée parmi les quatre monuments de l'ultra-trail  avec la Western States, la Hardrock 100 et l'Ultra-Trail du Mont-Blanc.

### Années 2010
Le Grand Raid a fait partie de l'Ultra-Trail World Tour de 2014 à 2017, le Trail de Bourbon a également été intégré aux éditions 2016 et 2017. Par la suite, l'organisation voulant rester associative, la course n'a plus été intégrée à d'autres circuits de course.
En 2015, la vingt-troisième édition, qui a eu lieu du 22 au 25 octobre 2015, a été disputée sur un parcours long de 164,6 km entre Saint-Pierre et Saint-Denis, il compte comme la onzième et dernière étape de l'Ultra-Trail World Tour 2015. Ce 23e Grand Raid est remporté par le Français Antoine Guillon chez les hommes et l'Espagnole Núria Picas chez les femmes.
En 2019, la vingt-septième édition du Grand Raid, qui s'est déroulée du 17 au 20 octobre 2019, a vu l'épreuve de la Diagonale des Fous remportée par le Français Grégoire Curmer chez les hommes et l'Américaine Sabrina Stanley chez les femmes. L'événement, qui est particulièrement populaire dans l'île de La Réunion, fait alors l'objet de reportages en continu pendant plusieurs jours sur les médias, notamment Canal + qui lui consacre un magazine quotidien animé par la journaliste Laurence Françoise.

### Années 2020
En 2020, l'édition est annulée en raison de la pandémie de Covid-19.
Le Grand Raid de 2021, qui a eu lieu du 21 au 24 octobre 2021, s'est composé de parcours légèrement modifiés en raison des incendies survenus en novembre 2020 — lesquels ont fragilisé les remparts du Maïdo — : la Diagonale des Fous est ainsi écourtée d'une distance de 6 km, tandis que le tracé du Trail du Bourbon est aménagé, traversant d'autres sites et chemins.
La 34e édition du Grand Raid, qui s'est déroulée du 20 au 23 octobre 2022, fait l'objet d'une extension de 5 km, afin d'adapter la compétition aux normes internationales, portant ainsi l'ensemble des parcours de l'ultra-trail réunionnais à un total de 165 km.
En 2023, pour la 35e édition, 3 000 participants prennent part à la course,.
En 2024, son départ est donné dans le sud de l'île, à Saint-Pierre. Les 3 000 concurrents entament ainsi la course par l'ascension du massif du piton de la Fournaise. Ils poursuivent ensuite leurs efforts dans les cirques naturels de l'île, parmi lesquels Cilaos et Mafate. L'arrivée est jugée, après environ 22 h de course pour les meilleurs, au stade de La Redoute, à Saint-Denis. De fait, les participants traversent donc l'île du sud-est au nord-ouest en franchissant les Hauts. Le parcours est d'environ 170 kilomètres comprenant plus de 10 000 mètres de dénivelé positif. Le temps limite pour finir le parcours est de 66 h. Le nombre de places disponibles au Grand Raid est limité à 1 250 pour les résidents de La Réunion, à 1 250 pour les non-résidents, 250 pour les étrangers et 250 pour les partenaires. Un tirage au sort par huissier détermine qui pourra participer parmi les Réunionnais, tandis que les non-Réunionnais intéressés au Grand Raid – et tous les participants aux courses plus courtes.

## Catégories de course
Plusieurs déclinaisons ont été créées depuis l'édition initiale du Grand Raid en 1989,,.
Cinq courses sont proposées à l'ensemble des participants (distances et dénivelés correspondant à l'édition 2024) :
- le Grand Raid ou la Diagonale des Fous - 170 km et 10 500 m de D+
- le Trail de Bourbon (nommé le Semi-Raid entre 2002 et 2009) - 100 km et 6 090 m de D+
- la Mascareignes (depuis 2011) - 70 km et 4 000 m de D+
- le Zembrocal Trail (depuis 2017) - relais à 4 (à 3 en 2017 et 2018) de 151 km et 9 130 m de D+
- le Métis Trail (depuis 2024[14]) - 50 km et 2 500 m de D+ (de Saint-Paul au stade de La Redoute).

## Palmarès de la Diagonale des Fous
|     |                 | Hommes                                               | Hommes                                                       | Hommes                                               | Femmes                                               | Femmes                                               | Femmes                                               |
| N°  | Date            | Rang                                                 | Athlète                                                      | Temps                                                | Rang                                                 | Athlète                                              | Temps                                                |
| --- | --------------- | ---------------------------------------------------- | ------------------------------------------------------------ | ---------------------------------------------------- | ---------------------------------------------------- | ---------------------------------------------------- | ---------------------------------------------------- |
| 1re | 28 octobre 1989 | 1er                                                  | Gilles Trousselier                                           | 16 h 02 min 00 s                                     | 21e                                                  | Marie Thérèse Maussion                               | 25 h 40 min 00 s                                     |
| 2e  | 5 octobre 1990  | 1er                                                  | Gilles Trousselier — 2e victoire                             | 17 h 11 min 00 s                                     | 119e                                                 | Guylène Calpetard                                    | 31 h 58 min 00 s                                     |
| 3e  | 25 octobre 1991 | 1er                                                  | Gilles Trousselier — 3e victoire Patrick Maffre              | 18 h 28 min 00 s                                     | 122e                                                 | Marie Annick Laudes                                  | 33 h 09 min 00 s                                     |
| 4e  | 6 novembre 1992 | 1er                                                  | Jean-Philippe Marie-Louise                                   | 17 h 20 min 00 s                                     | 82e                                                  | Mireille Sery Thérèse Derolez                        | 28 h 21 min 00 s                                     |
| 5e  | 29 octobre 1993 | 1er                                                  | Patrick Maffre — 2e victoire                                 | 16 h 03 min 00 s                                     | 38e                                                  | Régine Étienne                                       | 27 h 26 min 00 s                                     |
| 6e  | 28 octobre 1994 | 1er                                                  | Jean-Philippe Marie-Louise — 2e victoire                     | 18 h 29 min 00 s                                     | 64e                                                  | Mireille Sery — 2e victoire                          | 30 h 47 min 00 s                                     |
| 7e  | 3 novembre 1995 | 1er                                                  | Jean-Philippe Marie-Louise — 3e victoire                     | 14 h 41 min 00 s                                     | 64e                                                  | Marcelle Puy                                         | 24 h 59 min 00 s                                     |
| 8e  | 24 octobre 1996 | 1er                                                  | Jean-Philippe Marie-Louise — 4e victoire                     | 16 h 19 min 27 s                                     | 26e                                                  | Josiane Catois                                       | 23 h 06 min 05 s                                     |
| 9e  | 7 novembre 1997 | 1er                                                  | Patrick Maffre — 3e victoire                                 | 15 h 37 min 35 s                                     | 45e                                                  | Émilie Coulomb                                       | 23 h 18 min 58 s                                     |
| 10e | 6 novembre 1998 | 1er                                                  | Paul-Cléo Libelle                                            | 17 h 45 min 00 s                                     | 23e                                                  | Corinne Favre                                        | 22 h 51 min 00 s                                     |
| 11e | 29 octobre 1999 | 1er                                                  | Paul-Cléo Libelle — 2e victoire                              | 17 h 50 min 00 s                                     | 63e                                                  | Mireille Sery — 3e victoire                          | 24 h 44 min 00 s                                     |
| 12e | 27 octobre 2000 | 1er                                                  | Thierry Técher Gilles Diehl                                  | 16 h 43 min 54 s                                     | 63e                                                  | Corinne Favre — 2e victoire                          | 23 h 25 min 58 s                                     |
| 13e | 19 octobre 2001 | 1er                                                  | Pascal Parny                                                 | 16 h 00 min 00 s                                     | 23e                                                  | Corinne Favre — 3e victoire                          | 20 h 56 min 00 s                                     |
| 14e | 18 octobre 2002 | 1er                                                  | Thierry Técher — 2e victoire                                 | 17 h 55 min 21 s                                     | 10e                                                  | Marcelle Puy — 2e victoire                           | 20 h 54 min 28 s                                     |
| 15e | 24 octobre 2003 | 1er                                                  | Richeville Esparon                                           | 17 h 56 min 27 s                                     | 58e                                                  | Simone Kayser                                        | 25 h 44 min 16 s                                     |
| 16e | 22 octobre 2004 | 1er                                                  | Richeville Esparon — 2e victoire                             | 20 h 00 min 57 s                                     | 45e                                                  | Alexandra Rousset                                    | 27 h 58 min 41 s                                     |
| 17e | 21 octobre 2005 | 1er                                                  | Charles Fontaine                                             | 19 h 49 min 36 s                                     | 39e                                                  | Sandrine Béranger                                    | 27 h 24 min 57 s                                     |
| 18e | 20 octobre 2006 | 1er                                                  | Christophe Jaquerod Vincent Delebarre                        | 20 h 39 min 40 s                                     | 20e                                                  | Karine Herry                                         | 26 h 33 min 46 s                                     |
| 19e | 19 octobre 2007 | 1er                                                  | Thierry Chambry                                              | 23 h 33 min 41 s                                     | 21e                                                  | Marcelle Puy — 3e victoire                           | 29 h 05 min 46 s                                     |
| 20e | 24 octobre 2008 | 1er                                                  | Pascal Parny — 2e victoire                                   | 21 h 40 min 48 s                                     | 14e                                                  | Marcelle Puy — 4e victoire                           | 26 h 20 min 40 s                                     |
| 21e | 23 octobre 2009 | 1er                                                  | Julien Chorier                                               | 22 h 09 min 08 s                                     | 32e                                                  | Émilie Lecomte                                       | 28 h 58 min 41 s                                     |
| 22e | 22 octobre 2010 | 1er                                                  | Kílian Jornet                                                | 23 h 17 min 26 s                                     | 27e                                                  | Marcelle Puy — 5e victoire                           | 31 h 48 min 50 s                                     |
| 23e | 13 octobre 2011 | 1er                                                  | Julien Chorier — 2e victoire                                 | 23 h 56 min 35 s                                     | 22e                                                  | Karine Herry — 2e victoire                           | 31 h 43 min 30 s                                     |
| 24e | 18 octobre 2012 | 1er                                                  | Kílian Jornet — 2e victoire                                  | 26 h 33 min 10 s                                     | 10e                                                  | Émilie Lecomte — 2e victoire                         | 33 h 03 min 17 s                                     |
| 25e | 17 octobre 2013 | 1er                                                  | François D'Haene                                             | 22 h 58 min 30 s                                     | 12e                                                  | Nathalie Mauclair                                    | 28 h 46 min 02 s                                     |
| 26e | 23 octobre 2014 | 1er                                                  | François D'Haene — 2e victoire                               | 24 h 25 min 02 s                                     | 19e                                                  | Nathalie Mauclair — 2e victoire                      | 31 h 27 min 28 s                                     |
| 27e | 22 octobre 2015 | 1er                                                  | Antoine Guillon                                              | 24 h 17 min 01 s                                     | 12e                                                  | Núria Picas                                          | 28 h 10 min 35 s                                     |
| 28e | 20 octobre 2016 | 1er                                                  | François D'Haene — 3e victoire                               | 23 h 44 min 57 s                                     | 11e                                                  | Andrea Huser                                         | 27 h 44 min 13 s                                     |
| 29e | 19 octobre 2017 | 1er                                                  | Benoît Girondel                                              | 23 h 53 min 53 s                                     | 8e                                                   | Andrea Huser — 2e victoire                           | 26 h 34 min 52 s                                     |
| 30e | 18 octobre 2018 | 1er                                                  | François D'Haene — 4e victoire Benoît Girondel — 2e victoire | 23 h 18 min 39 s                                     | 15e                                                  | Jocelyne Pauly                                       | 28 h 54 min 26 s                                     |
| 31e | 17 octobre 2019 | 1er                                                  | Grégoire Curmer                                              | 23 h 33 min 45 s                                     | 35e                                                  | Sabrina Stanley                                      | 30 h 49 min 39 s                                     |
| 32e | 2020            | Édition annulée en raison de la pandémie de Covid-19 | Édition annulée en raison de la pandémie de Covid-19         | Édition annulée en raison de la pandémie de Covid-19 | Édition annulée en raison de la pandémie de Covid-19 | Édition annulée en raison de la pandémie de Covid-19 | Édition annulée en raison de la pandémie de Covid-19 |
| 33e | 21 octobre 2021 | 1er                                                  | Ludovic Pommeret Daniel Jung                                 | 23 h 02 min 28 s                                     | 27e                                                  | Émilie Maroteaux                                     | 29 h 54 min 59 s                                     |
| 34e | 20 octobre 2022 | 1er                                                  | Beñat Marmissolle                                            | 23 h 14 min 47 s                                     | 4e                                                   | Courtney Dauwalter                                   | 24 h 37 min 47 s                                     |
| 35e | 19 octobre 2023 | 1er                                                  | Aurélien Dunand-Pallaz                                       | 23 h 21 min 23 s                                     | 13e                                                  | Katie Schide                                         | 27 h 31 min 08 s                                     |
| 36e | 17 octobre 2024 | 1er                                                  | Mathieu Blanchard                                            | 23 h 25 min 02 s                                     | 25e                                                  | Manon Bohard                                         | 31 h 49 min 55 s                                     |

## Cas d'ex aequo
Malgré la longueur de la course, plusieurs cas de vainqueurs ex aequo ont été déclarés. Pour éviter ce cas ou la détermination d'un vainqueur sur une épaisseur d'épaule, le règlement a été modifié en 2022 avec la victoire du plus âgé des deux.

## Décès
Cette course a enregistré trois décès depuis sa création : l'édition 2002 est marquée par celui de Gérard Bordage dans la descente du coteau Kerveguen et celui du Néerlandais Guus Smit dans le rempart de la Roche Écrite ; tandis que celle de 2012 voit la mort de Thierry Delaprez après une chute dans un ravin au niveau du col de Fourche,.

## Filmographie
- Ça fait 20 ans qu'on vous suit. Alexandre Boutié, Production Comédias/ France TV (RFO Réunion) / Films 1, 2, 3. Documentaire de 52 min, DVD, 2012
- Tangente. Julie Jouve et Rida Belghiat. Fiction, 28 min, 2017. Court métrage disponible sur Kwafilms. Prix Océans 2016, Quinzaine des réalisateurs Cannes 2017, Sélection officielle court métrage César 2018[24].
- Le parcours de La Mascareignes (21 au 23 octobre 2022) / La Mascareignes est une des quatre courses organisées dans le cadre du Grand Raid.
- Somin Gazé, de Lauren Ransan et Abel Vaccaro. Production Wopé et Canal+ Réunion, série fiction, 24 × 6 min, 2022[25].